# Нохыръёган
Нохыръёган (устар. Ногор-Юган) — река в Шурышкарском районе Ямало-Ненецкого АО. Устье реки находится в 18 км от устья Питляра по левому берегу. Длина реки составляет 19 км, в 6 км по левому берегу впадает Сезынгсоим.

## Данные водного реестра
По данным государственного водного реестра России относится к Нижнеобскому бассейновому округу, водохозяйственный участок реки — Обь от впадения реки Северная Сосьва до города Салехард, речной подбассейн реки — бассейны притоков Оби ниже впадения Северной Сосьвы. Речной бассейн реки — (Нижняя) Обь от впадения Иртыша.